# Florian Dauphin
Florian Dauphin (Quimperlé, 6 april 1999) is een Frans wielrenner.

## Carrière
In oktober 2020 werd Dauphin derde in Parijs-Tours voor beloften en tweede op het Franse kampioenschap op de weg in dezelfde categorie.
Na twee stages bij B&B Hotels-KTM en een stageperiode bij Arkéa-Samsic, maakte Dauphin in 2024 de overstap naar de opleidingsploeg van Arkéa-B&B Hotels. Namens die ploeg won hij eind juli van dat jaar een etappe en het eindklassement in de Kreiz Breizh Elites. Hoewel deel uitmakend van de opleidingsploeg, reed hij dat seizoen het merendeel van zijn wedstrijden namens de hoofdmacht.
In 2025 werd Dauphin prof bij TotalEnergies. In maart van dat jaar maakte hij zijn debuut in de World Tour, toen hij aan de start stond van de Classic Brugge-De Panne. Vier dagen later werd hij zevende in La Roue Tourangelle.

## Overwinningen
2024
2e etappe Kreiz Breizh Elites
Eindklassement Kreiz Breizh Elites

### Resultaten in voornaamste wedstrijden
|      | \| Jaar \| Parijs-Roubaix \| \| ---- \| -------------- \| \| 2025 \| 25e \| |
| Jaar | Parijs-Roubaix                                                              |
| 2025 | 25e                                                                         |

## Ploegen
- 2021 –  B&B Hotels p/b KTM (stagiair vanaf 1 augustus)
- 2022 –  B&B Hotels-KTM (stagiair vanaf 1 augustus)
- 2023 –  Team Arkéa-Samsic (stagiair vanaf 1 augustus)
- 2024 –  Arkéa-B&B Hotels Continentale
- 2025 –  TotalEnergies

Barbier · Barthe · Boileau · Bonnamour · Chevalier · Debusschere · Ferasse · Gautier · Gougeard · Heidemann · Hivert · Jauregui · Koretzky · Lagrée · Laurance · Lecroq · Lemoine · Lietaer · Morice · Mozzato · Parisella · Rolland · Schönberger · Warlop · Dauphin (stagiair) · Mahoudo (stagiair) · Rouland (stagiair)
Barguil · Barré · Biermans · Bouet · Bouhanni · Capiot · Champoussin · Costiou · Dekker · Delaplace · Démare (vanf 1/8) · Edet · Gesbert · Grondin · Guernalec · Guglielmi · Hofstetter · Le Berre · Ledanois · Louvel · McLay · Mozzato · Owsian · Pichon · Ponomar (tot 31/7) · Ries · Riou · Rodríguez · Russo · Vauquelin · Verre · Dauphin (stagiair) · Gillet (stagiair) · Tjøtta (stagiair)